# Gare de La Pocatière
La  gare de La Pocatière est desservie par deux lignes de Via Rail Canada en provenance de Montréal.

## Histoire
La gare de La Pocatière a été construite en 1859 par la compagnie du Grand Tronc dans le cadre de la construction de la ligne qui reliait Lévis à Rivière-du-Loup. 
Elle a été désignée gare ferroviaire patrimoniale par la commission des lieux et monuments historiques du Canada le 1er novembre 1995. Le 4 novembre 2019, elle a été citée immeuble patrimonial par la municipalité de Sainte-Anne-de-la-Pocatière.